# Кириченко Іван Тимофійович
Іван Тимофійович Кириченко (5 січня 1900, село Рашівка, тепер Гадяцького району Полтавської області — 10 листопада 1974, Київ) — український радянський діяч, міністр зв'язку Української РСР, генерал-лейтенант військ зв'язку. Депутат Верховної Ради УРСР 4—5-го скликань.

## Біографія
Народився в родині селянина-бідняка. Трудову діяльність розпочав у десятирічному віці пастухом у наймах, згодом став учнем підрядчика. З 1914 року — помічник електрика на Брянському заводі в місті Катеринославі.
З лютого 1918 по 1947 рік — у Червоній армії, куди вступив добровольцем у місті Орлі. Учасник Громадянської війни в Росії.
Член РКП(б) з 1920 року.
Перебував на різних військових посадах у військах зв'язку Червоної армії.
З 1941 року — начальник Управління зв'язку Далекосхідного фронту. З 1945 року — начальник оперативної групи Головного управління зв'язку Червоної армії при 1-му Далекосхідному фронті. Учасник радянсько-японської війни.
Потім — начальник військ зв'язку Київського військового округу.
У 1947—1955 роках — уповноважений Міністерства зв'язку СРСР при Раді Міністрів Української РСР.
У лютому 1955 — 21 квітня 1960 року — міністр зв'язку Української РСР.
З 1960 року — персональний пенсіонер союзного значення в місті Києві. Похований на Лук'янівському військовому цвинтарі.

## Військові звання
- генерал-майор військ зв'язку (4.06.1940)
- генерал-лейтенант військ зв'язку (2.01.1942)

## Нагороди
- орден Леніна (21.02.1945)
- два ордени Червоного Прапора (3.11.1944, 24.06.1948)
- два ордени Червоної Зірки (1941, 4.06.1944)
- орден Кутузова 2-го ст. (2.09.1945)
- орден Монгольської Народної Республіки
- медаль «За перемогу над Німеччиною у Великій Вітчизняній війні 1941—1945 рр.»
- медалі